# Horace Richebé
Horace Richebé, né le 28 novembre 1871 à Alger et mort le 14 novembre 1958 à Nice, est un peintre français.

## Biographie
Horace Charles Richebé est le fils de Gustave Léon Richebé, professeur et de Célestine Annonciate Diaz de Léon. 
Il étudie à l’école des Beaux-Arts de Marseille, puis à Paris où il devient élève de Jean-Léon Gérôme.
Il concourt pour le prix de Rome de 1901.
Il figure à l’Exposition coloniale de 1907 et au salon des artistes français de Paris dont il devient sociétaire en 1907. Il obtient une mention honorable en 1907, une médaille de troisième classe en 1910, puis une médaille d’or en 1924. 
En 1913, il épouse à Marseille Elma Veysor.
Il est nommé conservateur du musée d’Arles.
Il s’établit définitivement à Nice en 1950.
Il meurt à Nice à l'âge de 86 ans.

## Distinctions
- Officier d'académie
- Officier du Nichan Iftikhar
- Chevalier de la Légion d'honneur (1926)[2].